# 贝杜埃斯-科屈雷斯
贝杜埃斯-科屈雷斯（法語：Bédouès-Cocurès，法語發音：[bedwɛs kɔkyʁɛs]）是法国洛泽尔省的一个市镇，属于弗洛拉克区。该市镇于2016年由原市镇贝杜埃斯和科屈雷斯合并而成。

## 地理
贝杜埃斯-科屈雷斯（44°20'57.0"N, 3°37'16.0"E）面积30.35 平方千米，位于法国奧克西塔尼大區洛泽尔省，该省份为法国南部内陆省份，北起上盧瓦爾省和康塔爾省，西接阿韦龙省，南至加尔省，东临阿尔代什省。
与贝杜埃斯-科屈雷斯接壤的市镇（或旧市镇、城区）包括：莱邦东、弗洛拉克三河镇、伊斯帕尼亚克、蓬德蒙韦尔-叙德蒙洛泽尔、戈尔日迪塔恩科斯。
贝杜埃斯-科屈雷斯的时区为UTC+01:00、UTC+02:00（夏令时）。

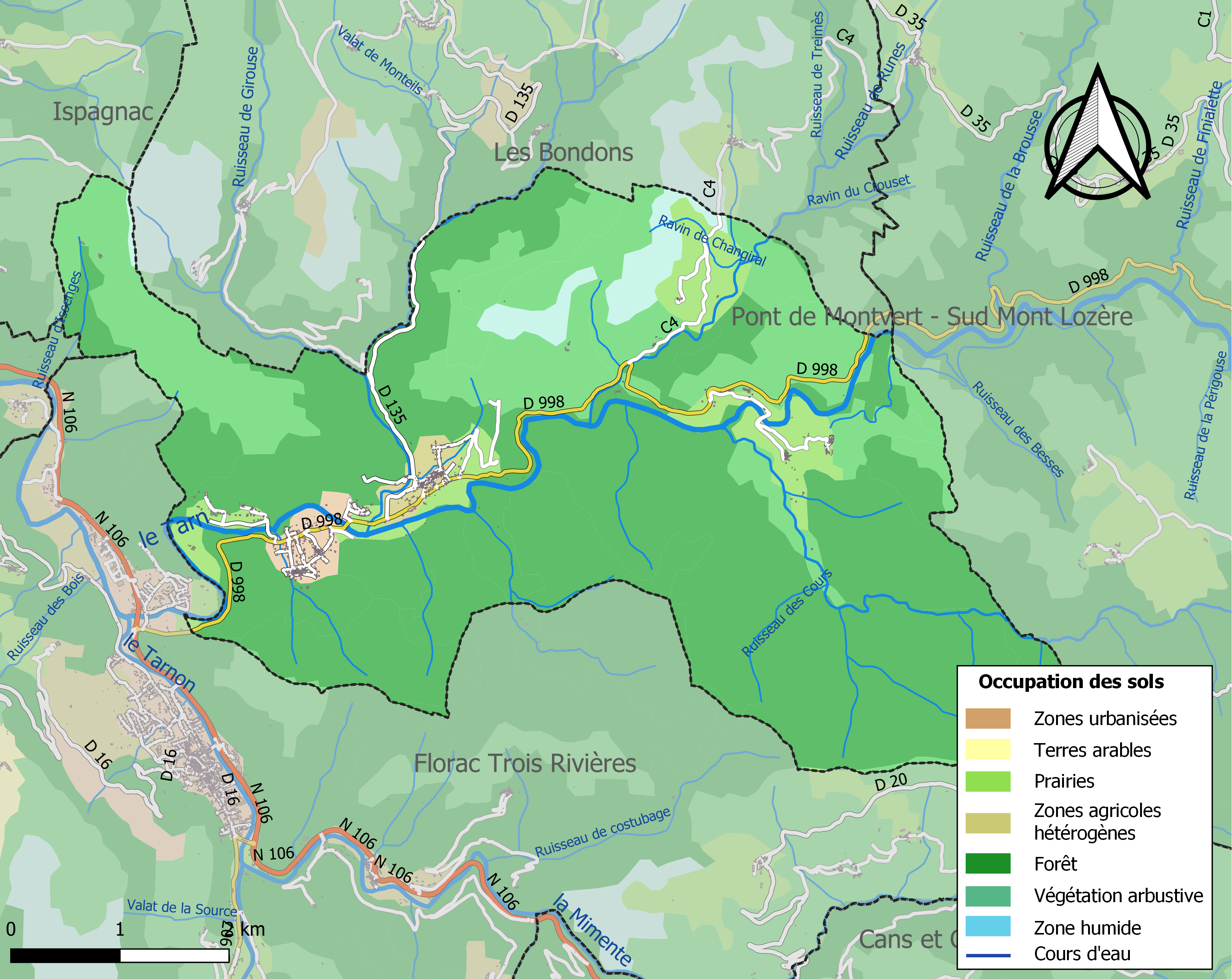
贝杜埃斯-科屈雷斯的OSM定位图

## 行政
贝杜埃斯-科屈雷斯的邮政编码为48400，INSEE市镇编码为48050。

## 政治
贝杜埃斯-科屈雷斯所属的省级选区为圣艾蒂安-迪瓦尔多内县。

## 人口
贝杜埃斯-科屈雷斯于2022年1月1日时的人口数量为448人。